# Arbutus androsterilis
Arbutus androsterilis är en ljungväxtart som beskrevs av M. Salas Pascual, J.R. Acebes Ginovés och M. del Arco Aguilar. Arbutus androsterilis ingår i släktet Arbutus och familjen ljungväxter. Inga underarter finns listade i Catalogue of Life.